# Адамс, Брук (реслер)
Брук Нико́ль А́дамс (англ. Brooke Nichole Adams, род. 4 декабря 1984 года) — американская модель, валет и профессиональный реслер, в настоящее время работающая в TNA Wrestling под псевдонимом Брук. Ранее выступала в WWE, где в основном появлялась как участница танцевальной группы Extreme Exposé, участницами которой были также Лейла и Келли. Помимо прочего, трио также выступали на бренде ECW. Адамс является трёхкратной чемпионкой Нокаутов и однократной командной чемпионкой Нокаутов (вместе с Тарой)

## Ранняя жизнь
Первое время, Адамс и её семья жили в Дейтоне, ночуя в фургоне, который принадлежал матери Брук. Адамс проживала так до тех пор, пока её семья не накопила достаточно денег на жильё. В юности, Брук занималась волейболом, баскетболом и регби. Помимо спорта, участвовала в различных конкурсах красоты и бикини.

## Карьера в профессиональном реслинге

### World Wrestling Entertainment (2006—2007)
Впервые, Адамс появилась в реслинге как участница кастинга на конкурс «WWE Поиск Див 2005», но не смогла попасть в восьмёрку финалисток. Однако, Адамс удается попасть в тренировочный центр WWE — Ohio Valley Wrestling, а позже и в Deep South Wrestling, где Брук выступает не только как рестлер, но и как валет.
23 января 2007 года, Адамс дебютирует в ECW, где вместе с Лейлой и Келли Келли создают трио танцовщиц Extreme Exposé. Девушки танцевали во время шоу ECW, изредка появляясь на главных брендах WWE. В июне 2007 года, на ECW переходит Миз, и весь состав Extreme Exposé были влюблены в него., Позже Келли Келли начинает встречаться с рестлером Бэллсом Махони, о чём узнали Extreme Exposé и Миз, которые всячески издевались над Келли за измену им. В ноябре 2007 года, Адамс была уволена из WWE.

### Total Nonstop Action Wrestling (2010—настоящее время)
29 марта 2010 года, Адамс дебютирует в TNA, где выступает по сей день. В TNA выступала под именами Мисс Тессмакер, Брук Тессмакер, и на данный момент выступает как Брук. За время своего пребывания в TNA, дважды становилась чемпионкой среди Нокаутов TNA, в команде с Тарой была чемпионкой командных соревнований Нокаутов TNA, а также, в 2012 году была названа «Нокаутом Года».

### Независимые промоушены
25 февраля 2012 года, Адамс дебютирует в инди-федерации Family Wrestling Entertainment, где проигрывает бывшей чемпионке TNA Винтер, в первом раунде турнира за титул чемпионки FWE. На следующем шоу, Адамс и Тара помогают Марии одержать победу над Винтер.

## Личная жизнь
Адамс помолвлена с моделью и личным тренером Уэстоном Уэйном Пайпером. У пары есть двое детей — сын Джейс Пайпер (род. 03.09.2016) и дочь Феникс Пресли-Ли Пайпер (род. 31.10.2018).

## В рестлинге

### Завершающие приёмы
- Завершающие приёмы
  - Diving elbow drop — 2012
  - Spinning headlock elbow drop — 2011—2012
  - Tess-Shocker (Belly-to-back facebuster) — 2012-настоящее время
- Любимые приёмы
  - Asstastic (Running hip attack to the head of an opponent seated in the corner followed by a stinkface)
  - Corner springboard bulldog
  - Diving facebuster
  - Flying forearm smash
  - Hurricanrana
  - Multiple pin variations

### Прозвища
- «The First Lady of Aces & Eights»

### Музыкальные темы
- «I Tease, U Touch» by (TNA; 22 сентября 2011—18 апреля 2013)[25]
- «Deadman’s Hand (Instrumental)» by Dale Oliver (22 августа 2013—21 ноября 2013; в составе Aces & Eights)
- «Burning Eyes» by Christy Hemme (19 декабря 2013—настоящее время)

## Титулы и награды
- Pro Wrestling Illustrated
  - PWI ставит её под № 7 в списке лучших женщин-реслеров в 2012 году[26]
  - PWI ставит её под № 19 в списке лучших женщин-реслеров в 2013 году[27]
- Total Nonstop Action Wrestling
  - Командная чемпионка нокаутов TNA (1 раз) — с Тарой[21]
  - Чемпионка нокаутов TNA (3 раза, действующая)[28][29][30]
  - Нокаут года (2012)